# Younger Now (Lied)
Younger Now ist ein Lied der US-amerikanischen Popsängerin Miley Cyrus. Es wurde von Cyrus und Orel Yoel geschrieben und von letzteren beiden auch produziert. Es wurde am 18. August 2017 als zweite und letzte Single aus Cyrus’ sechstem Studioalbum Younger Now ausgekoppelt.

## Hintergrund
Cyrus veröffentlichte Younger Now am 18. August 2017 als zweite Single ihres gleichnamigen sechsten Studioalbums, welches am 29. September 2017 erschien. Das Cover der Single zeigt Cyrus als Kind auf einem ihrer Schulporträts.
Der Songtext handelt davon, dass niemand über die Jahre hinweg unverändert bleibt und Cyrus dennoch keine Angst hat zu zeigen, wer sie früher einmal war.

## Liveauftritte
Cyrus trat mit dem Lied erstmals bei den MTV Video Music Awards 2017 am 27. August 2017 auf. Am 7. September sang sie Younger Now in der The Ellen DeGeneres Show. In der darauffolgenden Woche trat Cyrus in der BBC Radio 1 Live Lounge mit dem Lied auf, wo sie zusätzlich Malibu, See You Again, Party in the U.S.A. und ein Cover von Roberta Flacks The First Time Ever I Saw Your Face sang.

## Musikvideo
Das Musikvideo zu Younger Now wurde überwiegend von den 1950er Jahren inspiriert. Regie führten Diane Martel sowie Cyrus selbst. In dem Musikvideo interagiert Cyrus mit einer Marionette, welche ihr jüngeres Ich darstellt und in weiteren Szenen tanzt Cyrus mit Senioren. Das Video wurde bis heute über 63 Millionen Mal aufgerufen (Stand: Januar 2022).

## Kommerzieller Erfolg

### Chartplatzierungen
Younger Now konnte sich auf Platz 79 in den Billboard Hot 100 platzieren. Im Vereinigten Königreich erreichte das Lied Platz 54 der Charts.
| ChartsChartplatzierungen       | Höchstplatzierung | Wochen |
| ------------------------------ | ----------------- | ------ |
| Schweiz (IFPI)                 | 84 (1 Wo.)        | 1      |
| Vereinigte Staaten (Billboard) | 79 (1 Wo.)        | 1      |
| Vereinigtes Königreich (OCC)   | 54 (1 Wo.)        | 1      |

### Auszeichnungen für Musikverkäufe
| Land/Region       | Auszeichnungen für Musikverkäufe (Land/Region, Auszeichnung, Verkäufe) | Verkäufe |
| ----------------- | ---------------------------------------------------------------------- | -------- |
| Australien (ARIA) | Gold                                                                   | 35.000   |
| Brasilien (PMB)   | Gold                                                                   | 20.000   |
| Norwegen (IFPI)   | Gold                                                                   | 30.000   |
| Insgesamt         | 3× Gold ·                                                              | 85.000   |

Hauptartikel: Miley Cyrus/Auszeichnungen für Musikverkäufe